# 汤一介
汤一介（1927年2月16日—2014年9月9日），男，天津人，祖籍湖北黄梅，北京大学哲学系教授，国学大师。

## 生平
1927年，汤一介出生于一个书香门第，他的祖父汤霖是清朝光绪十六年（1891年）的进士，父亲汤用彤是近现代中国哲学界融会中西、并精通中文和梵文的学术大师之一，任职北京大学副校长。
高中时，汤一介对西方文学发生了浓厚兴趣，而且试着写作了一些散文、杂文。
1946年，因为落榜，汤一介进入北京大学先修班。在此期间，他阅读了西方哲学和美学方面的作品，写了《论善》、《论死》、《论人为什么活着》几篇文章，表达了自己对人生的思考。
1947年，汤一介考取了北京大学哲学系，于1951年毕业。
1949年，北京大学成立了新民主主义青年团，文学院有一个团总支，汤一介和他未来的妻子乐黛云就是这这里互相认识的。同年，汤一介加入中国共产党。1952年，汤一介和乐黛云结婚。
1957年后，由于各种政治运动和学术批判风起云涌，汤一介也被投入其中。1957年初，北京大学召开了“中国哲学史座谈会”，他写了一篇文章《谈谈哲学遗产的继承问题》，这是汤一介在中共建政后发表的第一篇论文。
1958年后，汤一介受到‘反右倾运动’的冲击和打压。
1966年，文化大革命开始，汤一介被终止讲课资格，下放五七干校。1973年，汤一介加入“北京大学、清华大学大批判组”（即“梁效”），曾任材料组组长。四人帮垮台后他又被隔离审查，直至1978年才被解放。
1980年，53岁的汤一介恢复了讲课资格，教授《魏晋玄学与佛教、道教》。
1981年，汤一介发表了《论中国传统哲学范畴体系诸问题》，率先打破“唯物主义”和“唯心主义”互相对峙的陈旧思想，提出认识发展史来看待哲学问题。
1983年，汤一介任美国哈佛大学访问学者。汤一介参加了在加拿大蒙特利尔召开的第17届世界哲学大会。
1984年，中国文化书院成立，是国内第一家民间学术团体。书院获得了冯友兰、张岱年、朱伯崑、李泽厚、庞朴等哲学家的倾力支持。
2002年10月，汤一介向北京大学学校领导提出编纂《儒藏》的构想，得到了了张岱年、季羡林的鼓励和支持，2003年教育部批准立项，北京大学整合文科院系的力量并联合有关高等院校和学术机构，正式启动了《儒藏》工程，这也是教育部迄今为止最为重大的哲学社会科学研究攻关项目。汤一介任《儒藏》首席专家，另外有日本、韩国和越南等国家的学者一共400多人。
2010年6月29日，北京大学儒学研究院成立，汤一介出任院长。
2014年9月9日晚8时56分，汤一介在北京市逝世。

## 学术思想
汤一介性格儒雅平和，内敛沉静，熟知中国传统文化的精髓，又对西方文学、哲学以及西方古典音乐有极大的兴趣。他曾自述“俄国的列夫·托尔斯泰、法国的罗曼·罗兰，还有法国的安德烈·纪德（1947年诺贝尔文学奖得主）对我的影响都非常大。我也非常喜欢听西方古典音乐。”并且有着每天晚上睡前听一小时西方古典音乐的习惯。

## 政治立场
汤一介教授同情八九民運，曾聯名要求中共高層釋放魏京生等政治犯，被視為“民運教授”。湯一介曾說，中國將形成知識分子、企業家、政治家等三個集團，而前兩集團應對後者構成壓力，促進中國向前發展。1994年，四十多位知名学者和作家，再次联名签署由许良英先生发起、由学部委员兼著名导弹专家王淦昌领衔的“纪念联合国宽容年”的公开信，签名者中包括杨宪益、吴祖光、 王若水、汤一介等人。

## 社会兼职
- 俄勒岗大学客座教授（1986年）
- 纽约州立大学宗教研究院研究员（1986年）
- 加拿大麦克玛斯特大学荣誉博士（1990年）
- 麦克玛斯特大学客座教授（1986年、1990年）
- 香港科技大学客座教授（1992年）
- 澳大利亚墨尔本大学客座教授（1995年）
- 荷兰莱顿大学汉学院胡适讲座主讲教授（1996年）
- 香港中文大学钱宾四学术讲座主讲教授（1997年）
- 中国哲学与文化研究所所长
- 《儒藏》编撰中心主任
- 中国文化书院院长
- 中国东方文化研究会副理事长
- 中国炎黄文化研究会副会长
- 中华孔子学会副会长

## 荣誉
- 日本关西大学荣誉博士（2006年）
- 中央文史研究馆馆员（2011年4月）

## 作品

### 书籍
- 《魏晋玄学论稿》
- 《汉魏两晋南北朝佛教史》
- 《郭象与魏晋玄学》
- 《早期道教史》
- 《中国传统文化中的儒道释》
- 《儒道释与内在超越问题》
- 《儒教、佛教、道教、基督教与中国文化》（英文版）

### 学术随笔
- 《在非有非无之间》
- 《汤一介学术文化随笔》
- 《非实非虚集》
- 《昔不至今》
- 《郭象》
- 《当代学者自选文库：汤一介卷》
- 《反本开新》
- 《和而不同》
- 《儒学十论与外五篇》
- 《新轴心时代与中国文化的建构》
- 《佛教与中国文化》
- 《生死》
- （法文版、意大利文版）

## 家庭
- 妻子：乐黛云
- 小儿子：汤双

## 评价
北京大学哲学系主任王博：“汤先生以自己半个多世纪学术工作积累的功力和境界，化作深刻而开阔的学术眼光，提出了若干重大的科研课题，不仅为中国儒学搭建了一个研究的平台，更是为我们中国哲学未来10年的发展作出了整体规划，可以说是总设计师。”